# 埃尔丁
埃尔丁（發音：[ˈeːɐ̯dɪŋ] ⓘ）是德国巴伐利亚州上巴伐利亚行政区埃尔丁县的城市，也是埃尔丁县的县治，面积54.61平方千米，2023年12月31日人口为37,169人。

## 地理
埃尔丁主城位于慕尼黑规划区内，位于慕尼黑市中心东北约30千米，兰茨胡特西南约31千米处。慕尼黑机场位于埃尔丁西北约10千米的埃尔丁沼泽。伊萨尔河支流森普特河流经埃尔丁。

## 历史
742年，阿吉洛尔芬家族的一名成员将阿尔特哈姆（Altham）送给贝内迪克特博伊恩修道院，这是今天埃尔丁市内的地点首次在文献中被提到。788年，地名“阿尔德奥因加斯”（Ardeoingas）在一份文献中首次被提到，该地名源于人名“阿尔德奥”（Ardeo）。891年，东法兰克国王阿努尔夫将阿尔德奥因加斯王宫送给萨尔茨堡的座堂圣职团。
1228年，巴伐利亚公爵路易一世授予埃尔丁城市权利。随着维特尔斯巴赫王朝首次分遗产，埃尔丁被分给下巴伐利亚，此后其属于下巴伐利亚至19世纪。1300年开始，城市地标埃尔丁塔（Erdinger Stadtturm）开始建造。
巴伐利亞王位繼承戰爭期间，1503年，埃尔丁被巴伐利亚公爵阿尔布雷希特四世征服。1506年战争结束后，上巴伐利亚与下巴伐利亚重新统一。与此同时，被送给萨尔茨堡座堂圣职团的旧埃尔丁庄园区（Hofmark Altenerding）又被买回，被哈格伯爵卖给商人约翰·雅各布·富格尔。
三十年战争期间，埃尔丁于1632年和1634年两次被瑞典军队占领、抢劫和烧毁。因此市内于1634年爆发饥荒和鼠疫。1648年，瑞典将军卡尔·古斯塔夫·弗兰格尔将埃尔丁设立为其指挥部，市内大多数居民逃到了未被瑞典人占领的地区。后来神圣罗马帝国军队在奧塔維奧·皮科洛米尼的指挥下分两路逼近埃尔丁，城市又被焚毁。为了资助城市的重建，市内特地设立了一项啤酒税。
法国大革命战争中，尤其是在1800年霍恩林登战役中，军队入驻埃尔丁。
第二次世界大战结束之际，1945年4月18日下午，美军投下了50枚高爆弹，埃尔丁老城区遭到重创。此后几天有120人丧生，24人因伤势过重而死亡。据推测，此次袭击原本是针对弗赖辛的。1945年5月1日埃尔丁未经过战斗向美军投降。
1978年5月1日，市镇旧埃尔丁和朗根盖斯灵并入埃尔丁。

## 友好城市
- 法國 巴斯蒂亚（1989年）